# Ферма Тримборн
Ферма Тримборн — комплекс зданий викторианской эпохи в городе Гриндейл штата Висконсин, США. Занимает площадь в 18,5 гектаров с расположенными на ней девятью строениями. Включена в Национальный реестр исторических мест США, является историческим местом штата.
В качестве исторического памятника сохранились постройки 1850-х годов, в том числе дом из характерного жёлтого кирпича местного производства, четыре печи для обжига извести и ряд сельскохозяйственных построек.
В состав фермы-музея также входит дом, где провёл детство известный переводчик-славист Джереми Кёртин, 1846 года постройки, купленный позже семьёй Вернера Тримборна.

## История
Точных данных о строителе зданий нет, известно что участок в 80 акров был приобретен в 1842 году Джереми Дэниэлом или О’Дэниэлом. Также предполагается, что хозяином был некто П. О’Дэниэл, который приехал в Америку из Ирландии в 1842 году и завёл ферму, а потом занялся добычей извести. В любом случае все строения уже существовали к моменту их приобретения Вернером Трибоном — по фамилии которого ныне и известна ферма.
В 1850 году Вернер Тримборн, эмигрировавший из Пруссии в 1847 году, и несколько его партнёров арендовали 20 гектар земли с домами и двумя печами для обжига извести. Вскоре партнёры вышли из дела, но Вернер со своей семьёй продолжил его, став одним из крупнейших добытчиков известняка в штате Висконсин. В период расцвета добычи в 1870-х годах площадь принадлежащей Тримборну земли достигала 1200 гектар, на добыче работало около 40 человек.
В 1900-х годах добыча упала из-за изменений в технологии строительных материалов. Участок земли был разделён на три части и продан. Самый большой из участков приобрёл Теодор Уолмер для создания молочной фермы и теплиц.
В 1935 году земля фермы площадью 8400 гектар была выкуплена федеральным правительством для строительства города Гриндейл, часть которого стала Национальным историческим памятником США в 2012 году. Оставшаяся земля была продана участками после Великой депрессии.